# 訃報 1991年10月
訃報 1991年10月（ふほう 1991ねん10がつ）では、1991年（平成3年）10月中に物故した、又は物故が報じられた人物についてまとめる。

## （1日 - 15日）

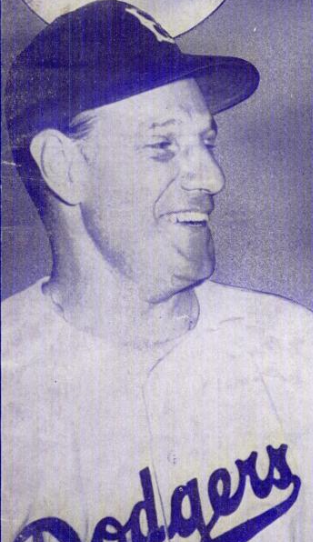
レオ・ドローチャー / 10月7日没

- 10月6日 - 小坂奇石、書家（* 1901年）
- 10月7日 - レオ・ドローチャー、プロ野球選手・プロ野球監督（* 1905年）
- 10月11日 - 鈴木美嶺、野球選手、アマチュア野球審判、アマチュア野球公式記録員（* 1921年）

## （16日 - 31日）

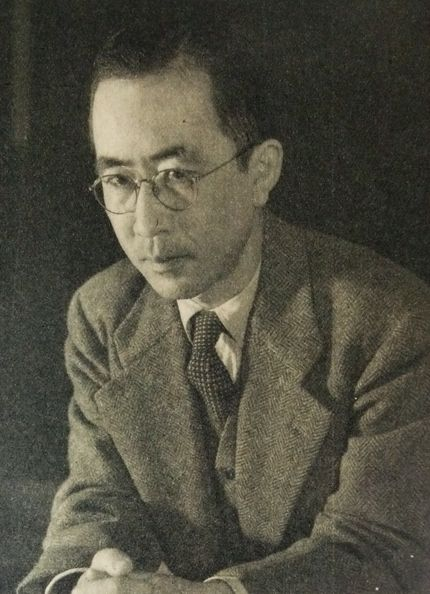
田上穰治 / 10月21日没

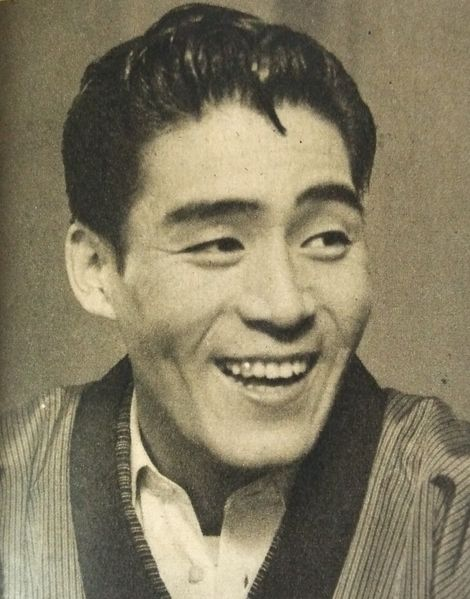
春日八郎 / 10月22日没

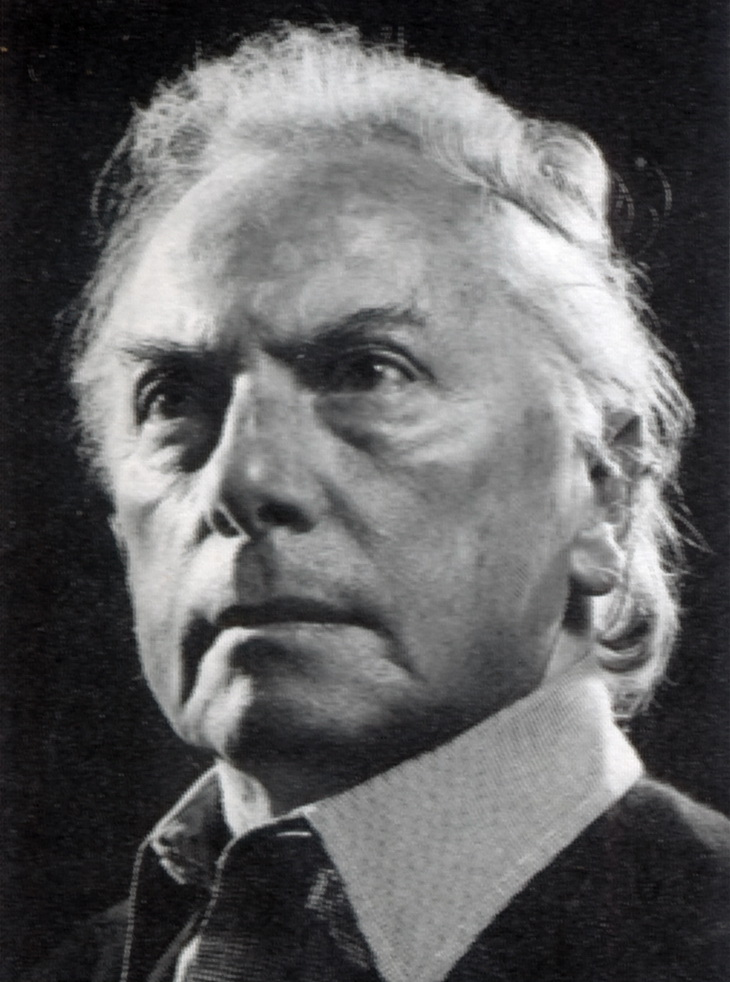
アンジェイ・パヌフニク / 10月27日没

- 10月18日 - 中井一夫、裁判官・弁護士・政治家（* 1889年）
- 10月20日 - 勝田正之、実業家（* 1912年）
- 10月21日 - 田上穰治、法学者（* 1907年）
- 10月22日 - 春日八郎[1]、歌手（* 1924年）
- 10月22日 - 加賀城みゆき、歌手（* 1947年）
- 10月27日 - アンジェイ・パヌフニク、作曲家（* 1914年）